# جورج ميشيل
جورج ميشيل (بالفرنسية: Georges Michel)‏ هو رسام فرنسي، ولد في 12 يناير 1763 في باريس في فرنسا، وتوفي بنفس المكان في 7 يونيو 1843.